# St. Georg (Otterfing)

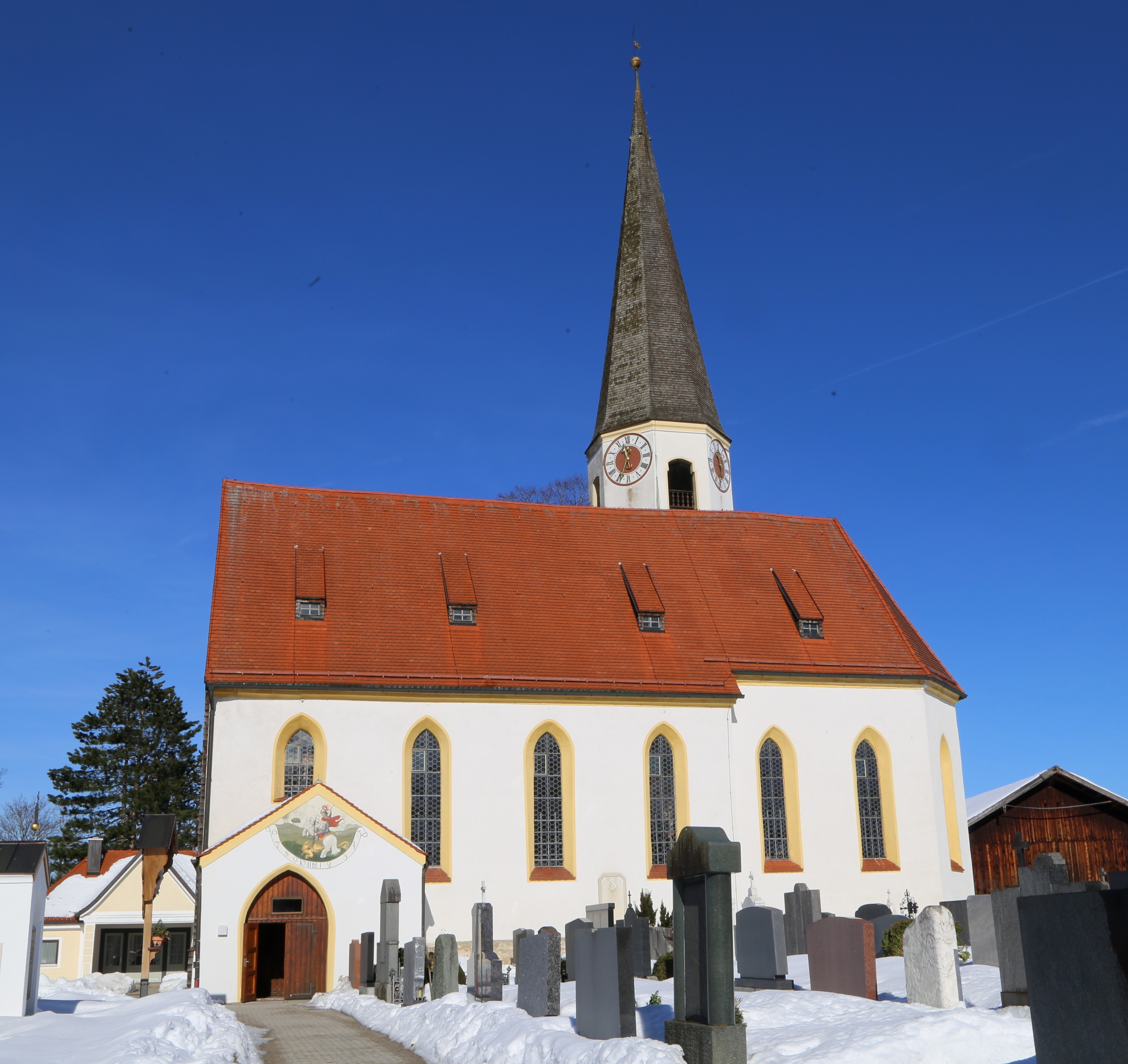
Pfarrkirche St. Georg

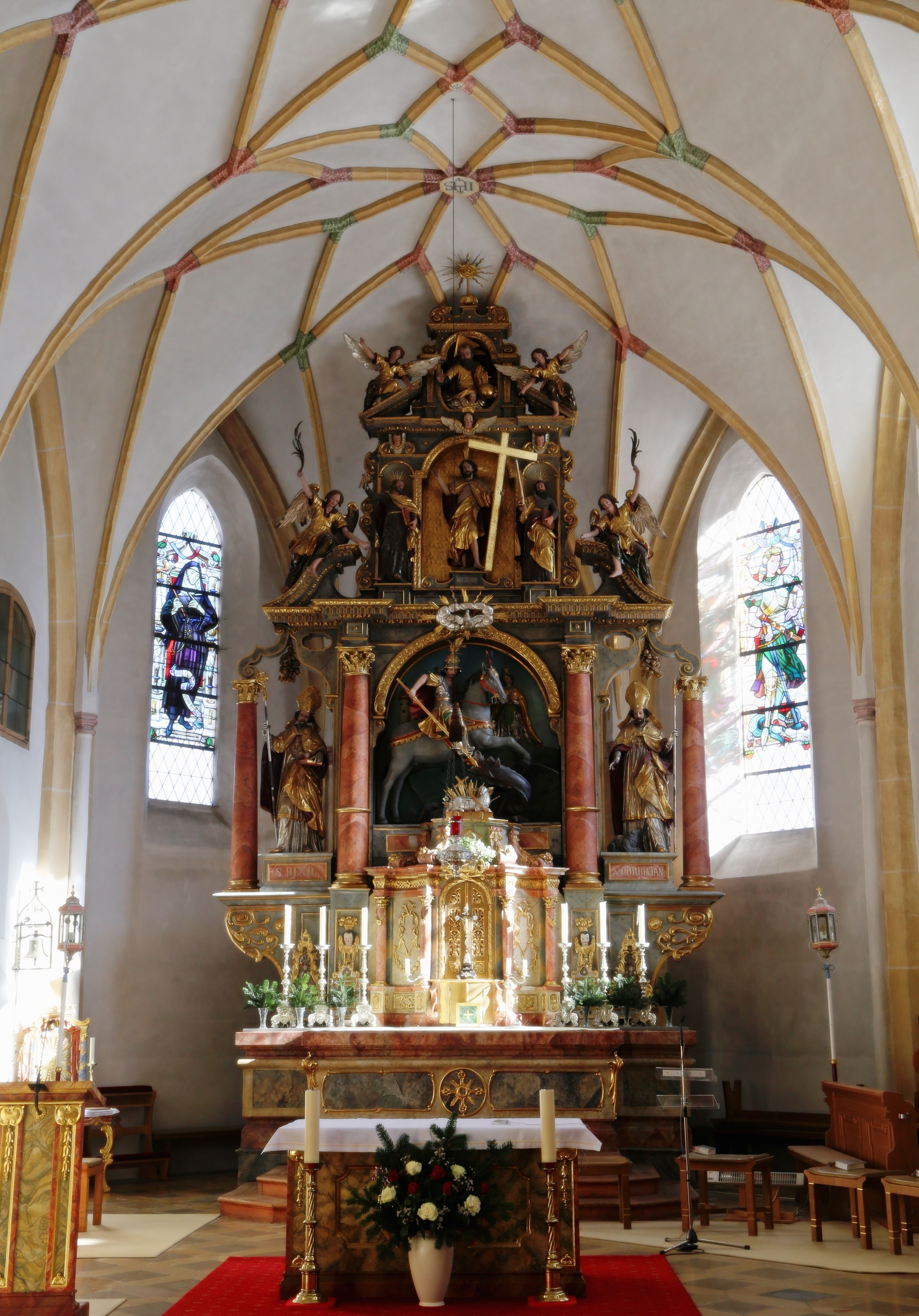
Hochaltar

St. Georg ist die katholische Pfarrkirche der oberbayerischen Gemeinde Otterfing.

## Bauwerk
Das Kirchengebäude wurde spätestens um 1530 im spätgotischen Stil erbaut. Bei Restaurierungsarbeiten im Jahr 1892 fanden sich allerdings Hinweise, dass es bereits Ende des 15. Jahrhunderts entstanden ist. Der oktogone Kirchturm folgte 1584 nach Plänen des bayerischen Hofbaumeisters Friedrich Sustris.

## Ausstattung
Der Hochaltar ist im Barock ausgeführt und wird dem Dietramszeller Bildhauer Kaspar Niederreiter zugeschrieben. Als Entwurf diente offenbar eine Zeichnung von Sustris, da der Altar deutliche Ähnlichkeit mit dem der Michaeliskirche in München hat. Im 18. Jahrhundert wurden zwei Seitenaltäre hinzugefügt, von denen der rechte als Hauptfigur den Hl. Sebastian und der linke eine gotische Marienfigur.

## Kriegergedächtniskapelle

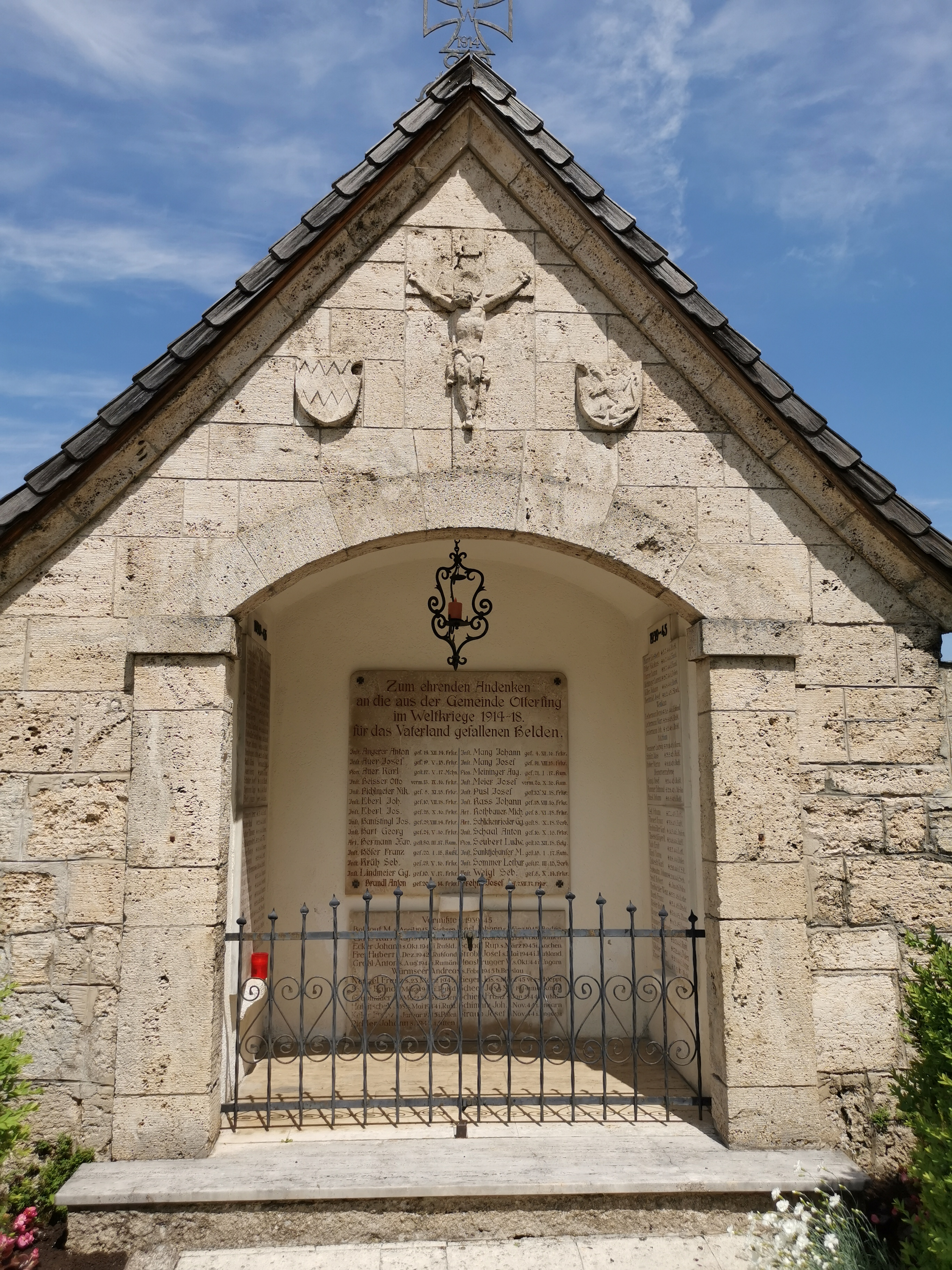
Kriegerdenkmal am Friedhof

Am Südeingang zum Friedhof wurde 1922 eine Gedächtniskapelle errichtet. In ihr befindet sich ein Kupferrelief der Münchener Kunstschmiede Kiene. Eingeweiht wurde die Kapelle am 17. November 1922.